# 2 î.Hr.
Anul 2 î.Hr. (II î.Hr.) a fost un an obișnuit al calendarului iulian

## Nașteri
- 24 decembrie: Galba  (d. 69)
- dată necunoscută: Artaxias al II-lea al Iberiei rege al Iberiei din secolul I î.Hr. (d. 1)